# Treća liga SR Jugoslavije 1996-1997
La Treća liga SR Jugoslavije 1996-1997 è stata la 5ª edizione dei gironi della Srpska liga e della Crnogorska liga nella Repubblica Federale di Jugoslavia.
Nelle stagioni 1996-97 e 1997-98 la Treća liga era al quarto livello del sistema calcistico jugoslavo. Le vincitrici dei 6 gruppi serbi e le prime due di quello montenegrino venivano promosse in Druga liga SR Jugoslavije 1997-1998.

## Serbia

### Vojvodina
```
Mladost (Apatin)             89

ČSK (Čelarevo)               82
Radnički (Vršac)             55
Vrbas                        53
Begej (Žitište)              49
Bačka (Bačka Palanka)        48
Mladost Uni. luks (Lukićevo) 48
Radnički (Šid)               47
Kabel (Novi Sad)             44
Sloven (Ruma)                44
Radnički (Sombor)            43
Srem (Sremska Mitrovica)     43
Crvenka                      43
Inđija                       42

Bačka (Subotica)             42

Rusanda (Melenci)            34

Radnički (Bajmok)            33

Sremac (Vojka)               27
```

### Belgrado
- Milicionar Belgrado (vincitore)

### Danubio
- Mladost Sm. Palanka (vincitore)

### Moravia
```
Sloga Kraljevo               72

Bane Raška                   69
Zlatibor Čajetina            52
FAP Priboj                   52
Jedinstvo                    51
Zlatibor U.                  51
Sevojno                      51
Šumadija Kragujevac          50
Sloga Požega                 49
Takovo Gornji Milanovac      46
Vodojaža Grošnica            46
Rudar                        46
Zlatar                       45
Kraljevo Hajduk              43
Slavija                      43
Golija Ivanjica              37
Goč Vrnjačka Banja           28
Gruža                        23
```

### Timok
```
Napredak Kušiljevo           66

Rudar Bor                    64
Trajal Kruševac              61
Timok Zaječar                53
Majdanpek                    53
Sloga Despotovac             50
SFS Borac Paraćin            49
Župa Aleksandrovac           49
Kopaonik Brus                48
Napredak Pirot               48
Trstenik                     48
Cement Popovac               48
Kvarc Rgotina                48
Temnić Lipa Varvarin         47
Radnički Svilajnac           47
Đerdap Kladovo               37
Poreč D. Milanovac           29
Timočanin Knjaževac          23
```

### Niš
- Vučje (vincitore)

## Montenegro
Promossi in Druga liga SR Jugoslavije 1997-1998 :
- Berane (vincitore)
- Ibar (2º classificato)